# Port lotniczy VC Bird
Port lotniczy VC Bird (IATA: ANU, ICAO: TAPA) – międzynarodowy port lotniczy położony 8 km na północny wschód od Saint John’s, na Antigui, w archipelagu Antigua i Barbuda.

## Linie lotnicze i połączenia
| Linia lotnicza         | Kierunek                                                                                              |  |
| ---------------------- | --- |  |
| Air Canada             | 1. Toronto-Pearson                                                                                    |  |
| Air Peace              | 1. Bridgetown                                                                                         |  |
| American Airlines      | 1. Charlotte 2. Miami 3. Nowy Jork-JFK                                                                |  |
| Amerijet International | 1. Miami                                                                                              |  |
| Anguilla Air Service   | 1. The Valley                                                                                         |  |
| British Airways        | 1. Basseterre 2. Londyn-Gatwick 3. Oranjestad                                                         |  |
| Caribbean Airlines     | 1. Basseterre 2. Bridgetown 3. Dominika 4. Kingston 5. Port of Spain                                  |  |
| Delta Air Lines        | 1. Atlanta                                                                                            |  |
| JetBlue Airways        | 1. Nowy Jork-JFK                                                                                      |  |
| LIAT                   | 1. Basseterre 2. Beef Island 3. Castries 4. Dominika 5. Kingstown 6. Sint Maarten 7. Charlotte Amalie |  |
| Mel Air                | 1. Montserrat                                                                                         |  |
| National Air Charters  | 1. Beef Island 2. Bridgetown 3. Providenciales                                                        |  |
| Silver Airways         | 1. San Juan                                                                                           |  |
| SKYhigh Dominicana     | 1. Santo Domingo                                                                                      |  |
| Sunwing Airlines       | 1. Toronto-Pearson                                                                                    |  |
| Tradewind Aviation     | 1. Saint-Barthélemy                                                                                   |  |
| United Airlines        | 1. Newark                                                                                             |  |
| Virgin Atlantic        | 1. Londyn-Heathrow                                                                                    |  |
| WestJet                | 1. Toronto-Pearson                                                                                    |  |
| Winair                 | 1. Basseterre 2. Beef Island 3. Bridgetown 4. Dominika 5. Sint Maarten                                |  |
| ZYB Lily Jet           | 1. Madryt-Barajas 2. Miami 3. West Palm Beach                                                         |  |